# Eczacıbaşı Istanbul (volley-ball féminin)
Maillots
Eczacıbaşı Vitra est un club turc de volley-ball fondé en 1966 et basé à İstanbul qui évolue pour la saison 2020-2021 en Misli.com Sultanlar Ligi. Le club a remporté à  dix-sept reprises le Championnat de Turquie, huit Coupe de Turquie et deux Supercoupe de Turquie. L'Eczacıbaşı a également remporté une Coupe des Coupes, une Coupe de la CEV, une Ligue des champions et deux Championnat du monde des clubs. Il est présidé depuis le 2 septembre 1999 par Faruk Eczacıbaşı. Le propriétaire du club est l'Eczacıbaşı Holding A.Ş..

## Palmarès
- Championnat de Turquie[5]
  - Vainqueur : 1984, 1985, 1986, 1987, 1988, 1989, 1994, 1995, 1999, 2000, 2001, 2002, 2003, 2006, 2007, 2008, 2012.
  - Finaliste : 1990, 1991, 1993, 1998, 2013[6]2018, 2019.
- Coupe de Turquie[5]
  - Vainqueur : 1999, 2000, 2001, 2002, 2003, 2009, 2011, 2012, 2019[7]
  - Finaliste : 1998, 2013, 2018.
- Supercoupe de Turquie[6]
  - Vainqueur: 2011, 2012, 2018[8]2019[9]2020[10]
  - Finaliste : 2009, 2013.
- Championnat du monde des clubs
  - Vainqueur : 2015[11]2016[12]
  - Finaliste : 2019.
- Ligue des champions
  - Vainqueur: 2015[13]
  - Finaliste : 2023.
- Coupe des champions
  - Finaliste : 1980[6]
- Coupe des Coupes[6]
  - Vainqueur : 1999.
- Coupe de la CEV[6]
  - Vainqueur : 2018[14]
  - Finaliste : 1993.

## Entraîneurs successifs
- 2004-2007  Marco Aurélio Motta
- 2007-2010  Giuseppe Cuccarini
- 2010-2014  Lorenzo Micelli
- 2014-2016  Giovanni Caprara
- 2016-2017  Massimo Barbolini
- 2017- ...     Marco Aurélio Motta

## Bilan par saison
| Saison    | Division | Saison régulière | Phase finale | Coupe de Turquie | Supercoupe de Turquie | Coupes d'Europe                    |
| --------- | -------- | ---------------- | ------------ | ---------------- | --------------------- | ---------------------------------- |
| 2019-2020 | SL       | 2e               | non disputée | non disputée     | Vainqueur             | Ligue des champions non terminé    |
| 2018-2019 | SL       | 1er              | Finaliste    | Vainqueur        | Vainqueur             | 1/4 finale Ligue des champions     |
| 2017-2018 | SL       | 1er              | Finaliste    | Finaliste        | -                     | Vainqueur Coupe de la CEV          |
| 2016-2017 | SL       | 3e               | 4e           | 1/2 finale       | -                     | 3e Ligue des champions             |
| 2015-2016 | 1.Lig    | 3e               | 3e           | non disputé      | -                     | Play-offs à 12 Ligue des champions |
| 2014-2015 | 1.Lig    | 3e               | 3e           | 1/2 finale       | -                     | Vainqueur Ligue des champions      |
| 2013-2014 | 1.Lig    | 3e               | 3e           | 3e               | -                     | 4e Ligue des champions             |
| 2012-2013 | 1.Lig    | 2e               | Finaliste    | Finaliste        | Finaliste             | Playoffs à 6 Ligue des champions   |
| 2011-2012 | 1.Lig    | 1er              | Champion     | Vainqueur        | Vainqueur             | Play-offs à 12 Ligue des champions |
| 2010-2011 | 1.Lig    | 3e               | 3e           | Vainqueur        | Vainqueur             | Playoffs à 6 Ligue des champions   |
| 2009-2010 | 1.Lig    | 3e               | 3e           | 1/2 finale       | -                     | Quart de finale Coupe de la CEV    |
| 2008-2009 | 1.Lig    | 3e               | 4e           | Vainqueur        | Finaliste             | 4e Ligue des champions             |
| 2007-2008 | 1.Lig    | 1er              | Champion     | non disputé      | -                     | Play-off à 12 Ligue des champions  |
| 2006-2007 | 1.Lig    | 1er              | Champion     | non disputé      | -                     | Play-off à 12 Ligue des champions  |
| 2005-2006 | 1.Lig    | 2e               | Champion     | non disputé      | -                     | Poule A Ligue des champions        |

## Effectifs

### Saison 2020-2021
| No                                       | Nom                                      | Date de naissance                        | Taille                         | Poids                          | Poste                          |
| ---------------------------------------- | ---------------------------------------- | ---------------------------------------- | ------------------------------ | ------------------------------ | ------------------------------ |
| 1                                        | Melisa Memiş                             | 27 janvier 1998                          | 169                            | 68                             | Libero                         |
| 2                                        | Simge Aköz                               | 23 avril 1991                            | 168                            | 55                             | Libero                         |
| 3                                        | Tijana Bošković                          | 8 mars 1997                              | 191                            | 71                             | Attaquante                     |
| 4                                        | Beyza Arıcı                              | 27 juillet 1995                          | 191                            | 80                             | Centrale                       |
| 5                                        | Merve Atlıer                             | 31 mars 2000                             | 191                            | 75                             | Centrale                       |
| 6                                        | Saliha Şahin                             | 5 novembre 1998                          | 185                            | 62                             | Réceptionneuse-attaquante      |
| 7                                        | Hande Baladın                            | 1er septembre 1997                       | 189                            | 74                             | Réceptionneuse-attaquante      |
| 8                                        | Yasemin Güveli                           | 5 janvier 1999                           | 187                            | 68                             | Centrale                       |
| 9                                        | Jordan Thompson                          | 5 mai 1997                               | 193                            | 70                             | Attaquante                     |
| 11                                       | Chiaka Ogbogu                            | 15 avril 1995                            | 188                            | 73                             | Centrale                       |
| 12                                       | Elif Şahin                               | 19 janvier 2001                          | 190                            | 68                             | Passeuse                       |
| 13                                       | Slađana Mirković                         | 7 octobre 1995                           | 185                            | 78                             | Passeuse                       |
| 14                                       | Melis Durul                              | 21 octobre 1993                          | 186                            | 70                             | Réceptionneuse-attaquante      |
| 17                                       | Fatma Yıldırım                           | 3 janvier 1990                           | 180                            | 72                             | Réceptionneuse-attaquante      |
|                                          |                                          |                                          |                                |                                |                                |
| Encadrement technique                    | Encadrement technique                    |                                          | Légende                        | Légende                        | Légende                        |
| Entraîneur : Marco Aurélio Motta         | Entraîneur : Marco Aurélio Motta         | Entraîneur : Marco Aurélio Motta         | : Capitaine                    | : Capitaine                    | : Capitaine                    |
| Entraîneur(s) adjoint(s) : Alper Erdoğuş | Entraîneur(s) adjoint(s) : Alper Erdoğuş | Entraîneur(s) adjoint(s) : Alper Erdoğuş | : Joueuse blessée actuellement | : Joueuse blessée actuellement | : Joueuse blessée actuellement |

| Équipe type : Eczacıbaşı Istanbul (volley-ball féminin)                                                 |
| \| Mirković · # 13 Hande · # 7 Ogbogu · # 11 Bošković · # 3 Thompson · # 9 Yasemin · # 8 Simge · # 2 \| |
| Mirković · # 13 Hande · # 7 Ogbogu · # 11 Bošković · # 3 Thompson · # 9 Yasemin · # 8 Simge · # 2       |

| Mirković · # 13 Hande · # 7 Ogbogu · # 11 Bošković · # 3 Thompson · # 9 Yasemin · # 8 Simge · # 2 |